# Theo Vondano

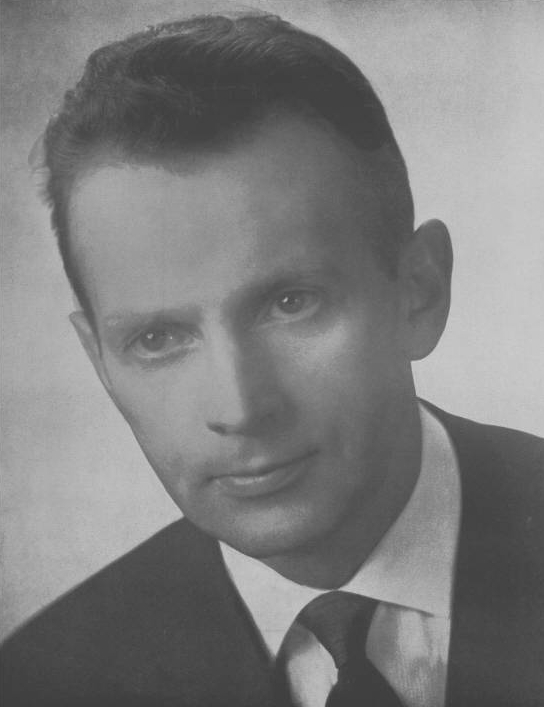
Theo Vondano (Ausschnitt eines Wahlplakates von 1959)

Theodor Vondano (* 14. November 1926 in Kaiserslautern; † 25. Mai 1993 ebenda) war ein deutscher Politiker (CDU). Er war von 1979 bis 1989 Oberbürgermeister der Stadt Kaiserslautern.

## Leben
Nach dem Volksschulabschluss absolvierte Vondano eine Ausbildung zum Elektromechaniker und besuchte danach die Fachschule für Maschinenbau und Elektrotechnik in Kaiserslautern. Er wurde zur Wehrmacht eingezogen, nahm als Soldat am Zweiten Weltkrieg teil und geriet zuletzt in Gefangenschaft, aus der er 1948 entlassen wurde. Im Anschluss arbeitete er bei Deutschen Bundesbahn und wurde Hauptwerkmeister im Ausbesserungswerk Kaiserslautern.
Vondano trat in die CDU ein und wurde 1952 in den Kaiserslauterer Stadtrat gewählt, wo er 1962 die Leitung der CDU-Fraktion übernahm. Von der Landtagswahl 1963 bis zu seiner Mandatsniederlegung am 31. Dezember 1975 war er Mitglied des Landtages Rheinland-Pfalz (5., 6., 7. und 8. Wahlperiode). Von 1971 bis 1975 war er Parlamentarischer Geschäftsführer der CDU-Landtagsfraktion.
Vondano wandte sich erneut der Kommunalpolitik zu. Von 1975 bis 1979 war er Beigeordneter und von 1979 bis 1989 Oberbürgermeister der Stadt Kaiserslautern. Während seiner Amtszeit wurden 1988 die Städtepartnerschaften mit Bunkyō-ku und Brandenburg an der Havel begründet.
Theo Vondano war verheiratet und hatte eine Tochter.

## Ehrungen
Vondano war Kuratoriumsmitglied der Technischen Universität Kaiserslautern und wurde von ihr zum Ehrensenator ernannt. Nach ihm ist die Theo-Vondano-Straße in Kaiserslautern benannt.